# Обойма (зброя)

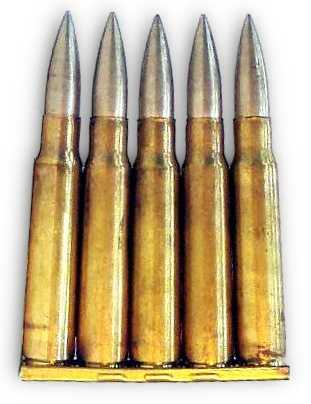
Гвинтівкові набої в обоймі

Обо́йма, також обі́ймиця — металева рамка для кількох набоїв, за допомогою якої їх одночасно вставляють у магазинну коробку гвинтівки, пістолета тощо.

## Призначення

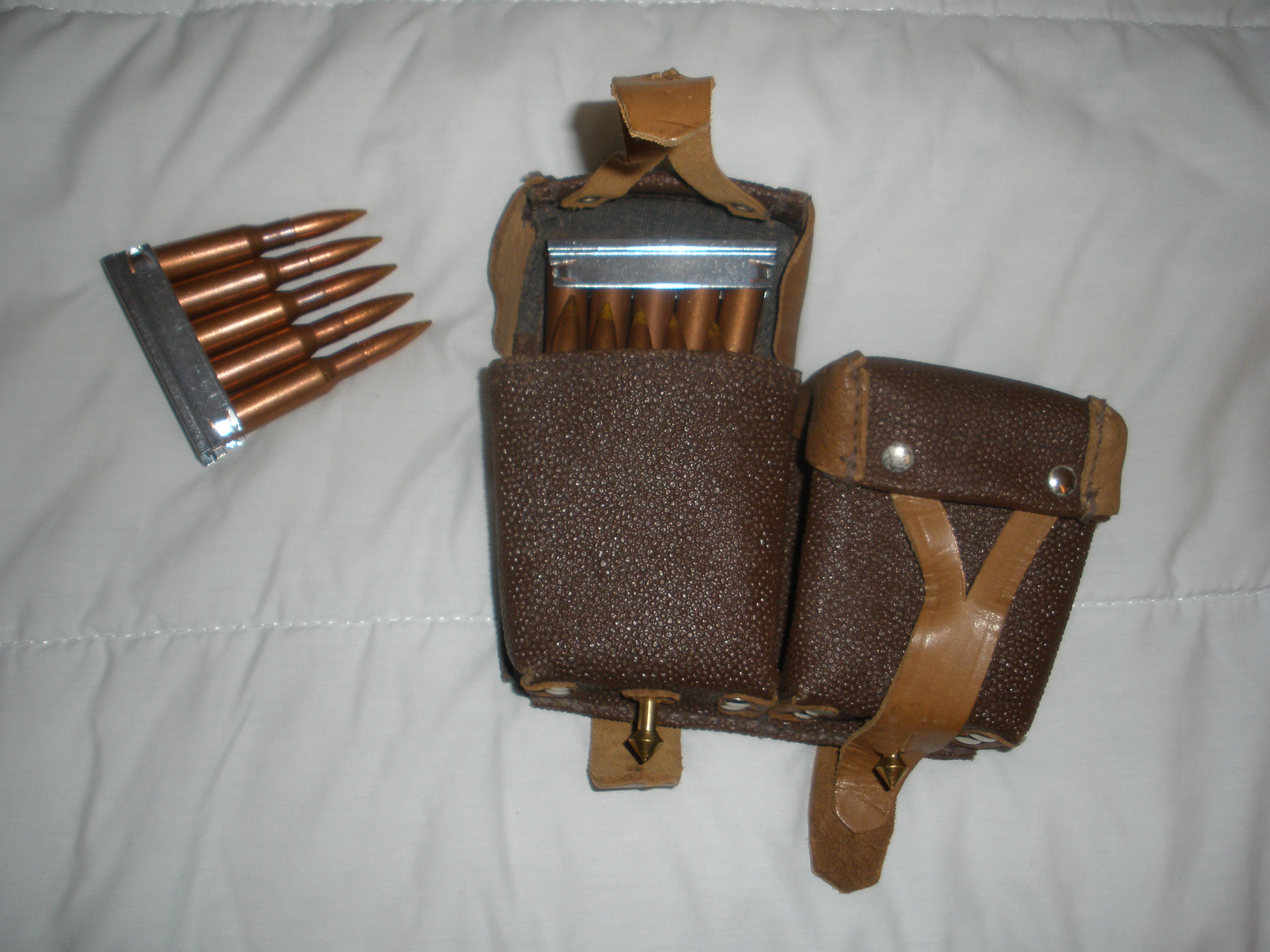
Боєкомплект до гвинтівки Мосіна, який укладений в обойми і підсумки

Заряджання обоймою спочатку застосовувалося на магазинних гвинтівках з останньої чверті XIX століття. Магазини вони мали постійні (незнімні), і єдиним способом їх швидкого перезарядження була обойма.
З появою нових зразків зброї, що мали більш місткі знімні (змінні) магазини (автоматичних гвинтівок, автоматів, ручних кулеметів), в них, як правило, з метою збереження логістики боєприпасів передбачалася можливість споряджати вже сам магазин із стандартних гвинтівочних обойм — або в установленому на зброю вигляді через спеціальні напрямні на ствольній коробці, або за допомогою спеціального пристрою, який додавався до зброї.
Також обойми застосовуються при заряджанні пістолетів з незнімними магазинами (Mauser C96, Steyr M1912), великокаліберних кулеметів і малокаліберних гармат (37-мм автоматична зенітна гармата зразка 1939 (61-К).
Патрони можуть бути споряджені в обойми на заводі-виробнику і вже в такому вигляді поставлятися замовнику. Для носіння обойм з патронами використовується підсумок.

## Будова
Обойма, зазвичай, являє собою тонку сталеву планку, яка має по краях напрямні зачепи (бортики), в які вставляються закраїни патронних гільз. В обойму вміщається, як правило, від 5 до 10 патронів, можливо і більше (в залежності від моделі зброї).

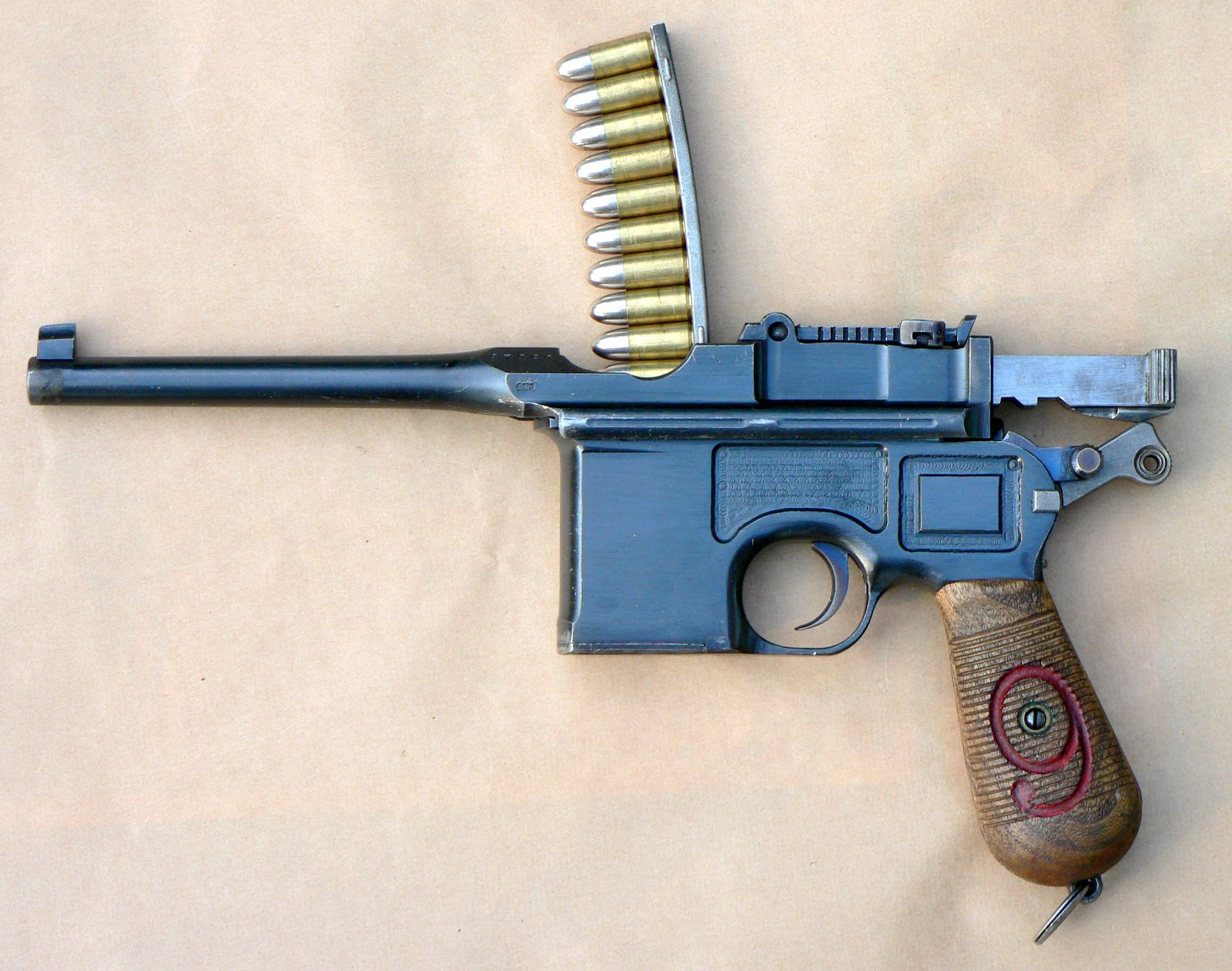
Заряджання незнімного магазина пістолета Mauser C96 зразка 1916 року за допомогою обойми

На ствольній коробці зброї робляться особливі напрямні, в які вставляють кінець обойми, а потім натисканням пальця виштовхуються всі патрони з обойми в магазин. Потім обойму виймають з напрямних і закривають затвор, досилаючи патрон. У деяких системах (наприклад, в гвинтівці Mauser 98k) не потрібно виймати порожню обойму — якщо енергійно закрити затвор, вона видаляється автоматично. Для спорядження знімних магазинів з обойм застосовують перехідники, які надягають на горловину магазина. Такий перехідник може додаватися до упаковки патронів.

## Типи

### Знімна обойма

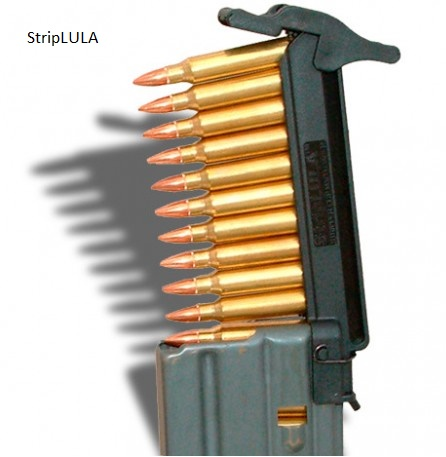
Знімна обойма для заряджання магазинної гвинтівки M16 STANAG.

Знімна обойма — пристрій для швидкого заряджання, який утримує декілька набоїв разом для швидкого заряджання магазина зброї. Знімна обойма використовується лише для заряджання магазина і не потрібна для роботи механізмів зброї, на відміну від пачки, яка залишається у зброї до закінчення набоїв. Загалом, зброя, яку можна зарядити обоймою, також можна зарядити по одному набою, у той час як зброю, яка заряджається пачками, не можливо використовувати без обойми. Назву знімна обойма вона отримала через те, що коли відкрито затвор і вставлено обойму (зазвичай у паз ствольної коробки або затвора), стрілець натискає на набої щоб зарядити магазин, а потім знімає обойму.

### Пачка

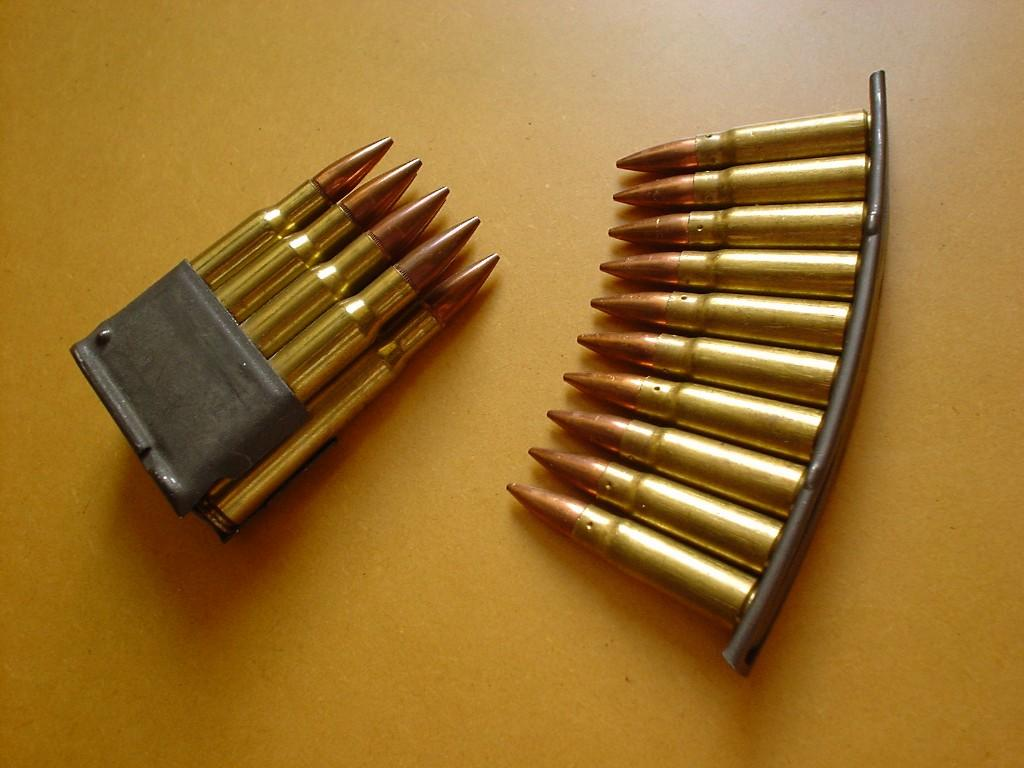
Пачка для заряджання гвинтівки M1 Garand (ліворуч) у порівнянні з обоймою для заряджання карабіна Симонова (праворуч)

Деякі гвинтівки розроблені для використання пачок (англ. en bloc) для заряджання зброї. Завдяки такій конструкції, набої і обойма як єдине ціле вставляється до фіксованого магазина гвинтівки, а обойма зазвичай випадає або викидається під час стрільби або досиланні останнього набою. Пачку винайшли два зброяра працюючи над створенням гвинтівки: Джеймс Паріс Лі, працюючи над своєю гвинтівкою зразка 1890, та Фердинанд Манліхер для використання у гвинтівці M1885.
Іншими гвинтівками, які заряджаються пачками, є німецька Gewehr 88 (з 1905 використовуються знімні обойми), мексиканська гвинтівка Мондрагона, французькі карабін Berthier Mle 1890 та гвинтівка RSC Mle 1917, італійські M1870/87 Vetterli-Vitali та M1891 Carcano, різні (румунські, данські, португальські) гвинтівки Манліхера, австро-угорська Steyr-Mannlicher M1895, угорська FÉG 35 та американські M1895 Lee Navy, M1 Garand та Pedersen T1E3. Оригінальні австрійські пачки Манліхер зазвичай односпрямовані, але пачки для Gewehr 88 та the M1891 Carcano симетричні. Спочатку Джон Педерсен розробив для своєї гвинтівки незворотню обойму, пізніше він переробив обойму щоб вона була зворотньою. Таку ж конструкцію використав у карабіні M1 Garand Джон Гаранд.

### Обойма швидкого заряджання револьверів

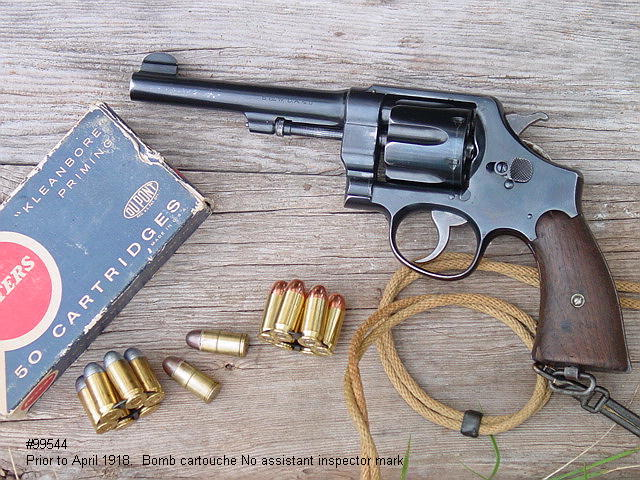
Обойма швидкого заряджання револьвера Smith & Wesson 1917

Обойма швидкого заряджання револьверів (англ. moon clip) це кільцеподібна або зірчаста металева деталь, створена щоб утримувати разом набої для револьверу (зазвичай шість набоїв). Замість заряджання або розряджання револьвера по одному набою, обойма дозволяє зарядити або розрядити револьвер одночасно всіма набоями, що пришвидшує процес. Є також пристрій відомий як англ. half-moon clip це лише половина кільця яка розроблена щоб тримати лише половину набоїв (зазвичай три набої) — тому для заряджання барабану потрібно дві обойми. Такі пристрої зазвичай використовують для заряджання барабану безфланцевими пістолетними набоями.